# Jim Svenøy
Jim Svenøy (né le 22 avril 1972 à Molde) est un athlète norvégien spécialiste du 3 000 mètres steeple. 

## Biographie
Aux Championnats du monde d'Athènes en 1997, il termine 7e de la finale du 3 000 mètres steeple en 8 min 14 s 80, nouveau record de Norvège. Ensuite, il termine à nouveau septième lors du Mémorial Van Damme 1997 à Bruxelles en 8 min 12 s 05, et améliore ce record.

### Palmarès
| Date | Compétition                   | Lieu          | Résultat | Performance        |
| ---- | ----------------------------- | ------------- | -------- | ------------------ |
| 1991 | Championnats d'Europe juniors | Thessalonique | 3e       | 8 min 50 s 02      |
| 1994 | Championnats d'Europe         | Helsinki      | 7e       | 8 min 28 s 12      |
| 1996 | Jeux olympiques               | Atlanta       | 8e       | 8 min 23 s 39      |
| 1997 | Championnats du monde         | Athènes       | 7e       | 8 min 14 s 80 (NR) |
| 1998 | Championnats d'Europe         | Budapest      | 3e       | 8 min 18 s 97      |
| 2000 | Jeux olympiques d'été         | Sydney        | 9e       | 8 min 27 s 20      |

### Records
| Épreuve              | Performance        | Lieu        | Date             |
| -------------------- | ------------------ | ----------- | ---------------- |
| 1 500 mètres         | 3 min 40 s 49      |             | 1999             |
| Mile                 | 3 min 58 s 74      | Oslo        | 22 juillet 1994  |
| Mile (salle)         | 4 min 03 s 27      | Bâton-Rouge | 5 février 1994   |
| 2 000 mètres steeple | 5 min 26 s 18 (NR) | Elnesvågen  | 24 mai 1999      |
| 3 000 mètres         | 7 min 45 s 37      |             | 1998             |
| 3 000 mètres steeple | 8 min 12 s 05 (NR) | Bruxelles   | 22 août 1997     |
| 5 000 mètres         | 13 min 37 s 18     |             | 1996             |
| Semi-marathon        | 1 h 06 min 57 s    | Rotterdam   | 9 septembre 2007 |